# Torin
Torin ist ein irischer männlicher Vorname mit der Bedeutung „Anführer, Leiter“.

## Namensträger

### Vorname
- Torin Koos (* 1980), US-amerikanischer Skilangläufer
- Torin Thatcher (1905–1981), britischer Schauspieler
- Torin Yater-Wallace (* 1995), US-amerikanischer Freestyle-Skier

### Künstlername
- Symphony Sid Torin (1909–1984), US-amerikanischer Jazz-DJ

## Sonstiges
- Torins Passage, Computerspiel aus dem Jahr 1995